# Expeed

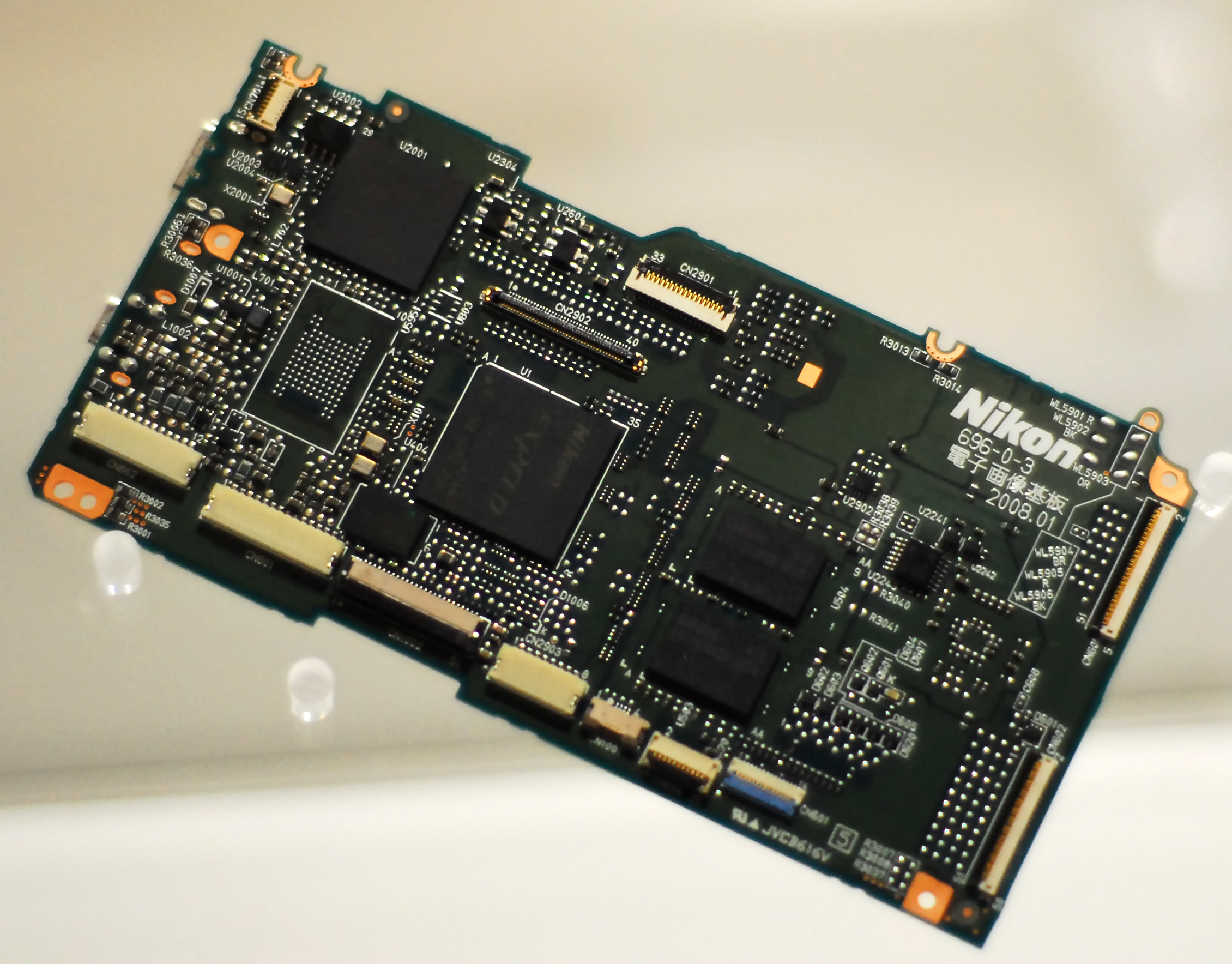
Материнская плата Nikon D700 с системой Expeed-1

Expeed — специализированная система обработки изображений с многоядерной архитектурой, процессор цифровых сигналов. Применяется в цифровых зеркальных фотоаппаратах и смартфонах. Многоядерный процессор обеспечивает выполнение операций параллельной обработки данных.

Логотип системы

Система также обеспечивает управление дисплеем, сигнальным процессором, и другим оборудованием, которое объединено в электронный блок управления.
Система базируется на многоядерных VLIW процессорах Fujitsu Milbeaut для обработки изображения с 16 бит на пиксель.

## Варианты
Socionext указывает каждое поколение Milbeaut с разным количеством процессоров. Nikon не сообщает подробностей, но использует разные процессоры в своих профессиональных и потребительских линейках. Хотя Milbeaut («Expeed») используется в различных конструкциях Nikon и другими производителями, программное обеспечение/прошивка определяет многие из его функций и деталей, а количество процессоров или включенных модулей может различаться в этом ASIC.

### Предварительная версия

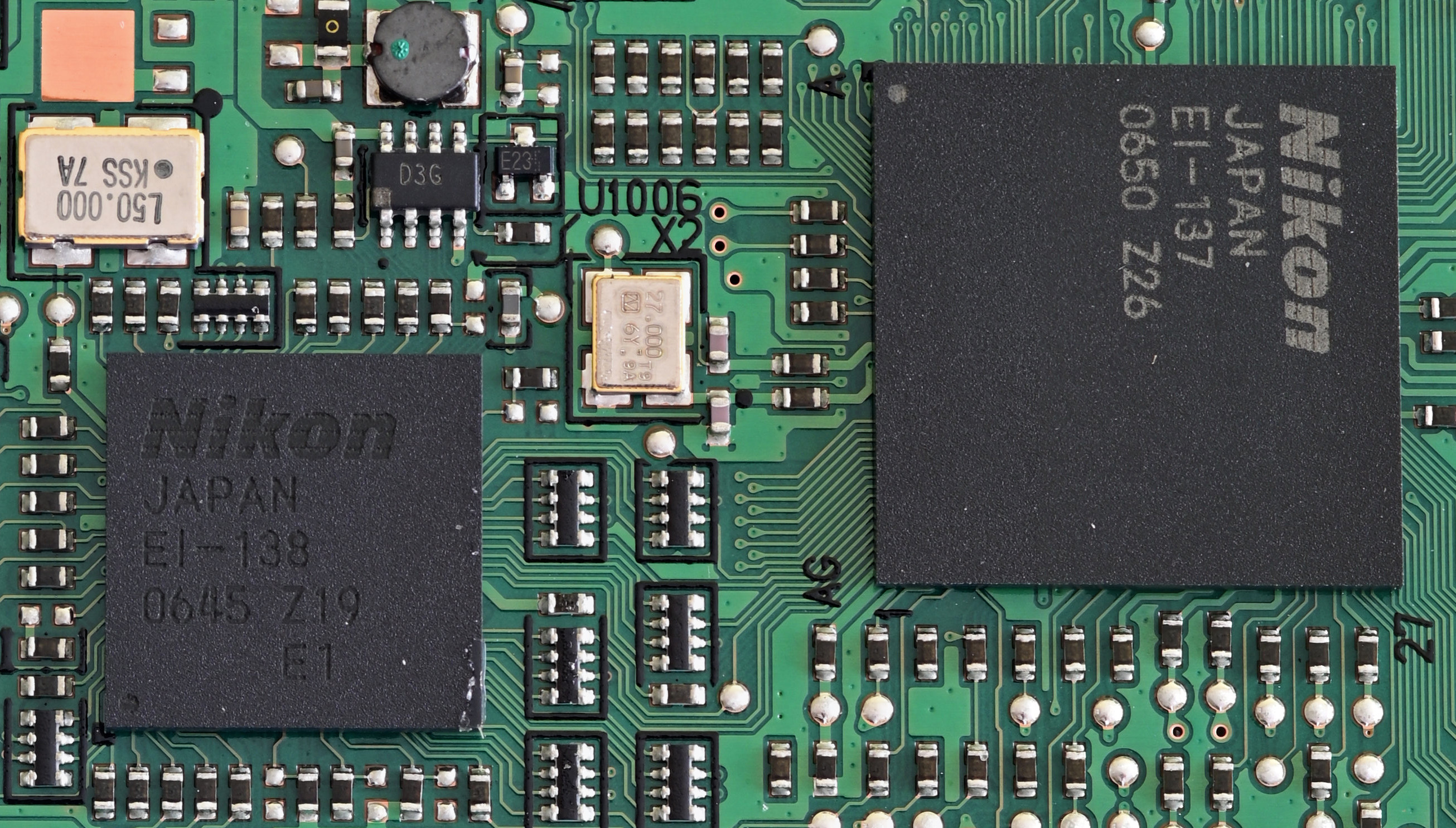
Nikon EI-137/EI-138 чипсет Nikon D80

#### Ранние зеркальные фотокамеры
DSLR, анонсированные до августа 2006 г., не содержат процессоров с названием «Expeed» (например, процессор Nikon D70/D70s: EI-118), хотя это не означает, что эти процессоры используют другую архитектуру. Или процессор Nikon D200 (EI-126) использует ту же, но значительно расширенную прошивку, что и D80 (неофициальный «Expeed»).

#### Неофициальные зеркалки Expeed
Вариант процессора Expeed EI-137 используется в Nikon D40, Nikon D40x и Nikon D80, как и в более поздних моделях Nikon D60 и Nikon D3000.

### Expeed

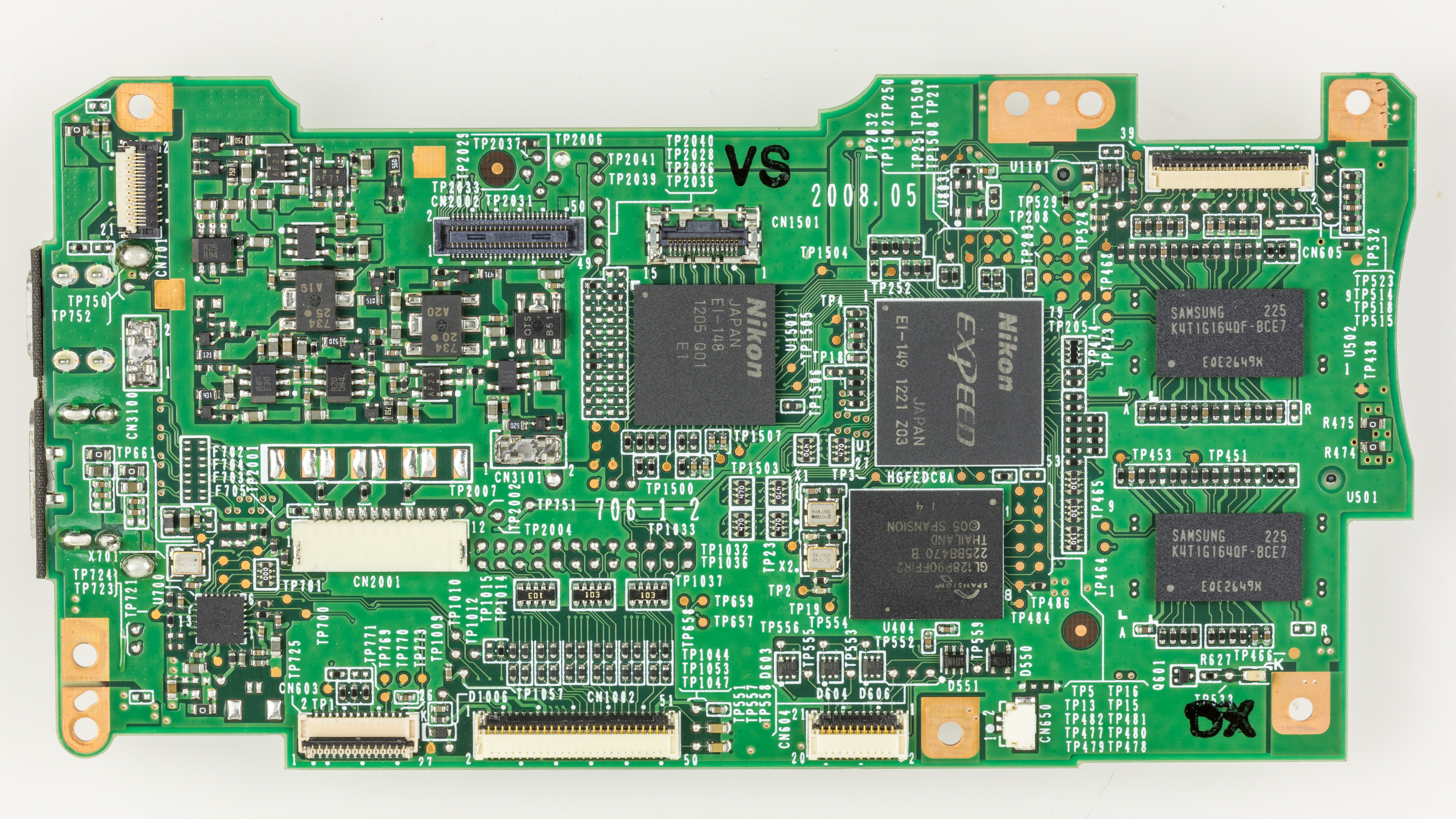
Материнская плата Nikon D90 с Expeed EI-149

Впервые использованный в Nikon D3 и Nikon D300 в 2007 году, Expeed позже использовался в Nikon D3X, Nikon D700 и Nikon D300s, с пометкой EI −142, и вариант потребительской линейки с уменьшенным числом ядер процессора в Nikon D90 и Nikon D5000, отмеченный EI-149. Он основан на процессоре обработки изображений Socionext Milbeaut с видеокодером 720p Motion JPEG, DSP и ядром FR-80 (версии EI-14x). Он использует технологический процесс 90 нанометров.

### Expeed 2
Видеокодер 1080p H.264/MPEG-4 HD, улучшенное распознавание лиц, шум изображения и коррекция искажения изображения являются основными улучшенными функциями по сравнению с EI- 14x Expeeds. Используется в Nikon D7000, Nikon D3100 и Nikon D5100 и Nikon с пометкой EI-154. Хотя показания сенсора изображения тактовая частота увеличились в 1,75 раза, точность аналого-цифрового преобразователя повысилась, особенно при использовании 14-бит. Повышается производительность процессора обработки изображений, что обеспечивает более высокую частоту кадров при непрерывной съемке даже при включении шумоподавления при высоких значениях ISO или активного D-Lighting. Expeed EI-15x управляется интегрированным ядром FR-80/FR-81. Энергопотребление также снижено за счет 65-нанометрового техпроцесса Socionext.

#### Expeed 2 (ребрендинг Expeed 1)
Процессор Nikon D3s – хотя и называется Expeed 2 – использует почти тот же процессор EI-142, что и предыдущий D3 /D3X содержит, например, только видео в формате 720p Motion JPEG. Он предлагает тот же интерфейс датчика изображения с той же скоростью и точностью аналого-цифрового преобразователя, ограничивая динамический диапазон D3 на 200 и особенно на 100 единиц ISO ниже, чем у D7000/D5100.

#### Expeed C2
Вариант, используемый в некоторых компактных камерах Coolpix. Более дешевые компактные камеры Nikon используют процессоры от Sanyo или Zoran изображения/видео Coach; оба с совершенно другой технологией и другой прошивкой по сравнению с Expeed.

## Ссылка
- Nikon D600 EXPEED 3